# Nonguén
Nonguén es un barrio de la ciudad chilena de Concepción, perteneciente a la provincia homónima de la Región del Biobío, específicamente ubicada entre la Ciudad Universitaria de Concepción y el barrio de Collao.

## Historia
El sector se inició como una zona rural en la salida de la ciudad de Concepción hacia Florida. Hasta el día de hoy funciona un fundo que lleva su nombre.[cita requerida]
A mediados del siglo XX varios sitios de la ciudad fueron ocupados, en parte producto de la migración desde campo a la ciudad en la zona, aumentando la población de la localidad.

## Características geográficas
Los parajes del sector son rurales, caracterizado por un microclima local por estar rodeado de cerros, bosques forestales y un estero con el mismo nombre del sector.

## Equipamiento
Como en la mayoría de los barrios de Concepción existe un comercio local con almacenes de barrio y ventas de distintos productos; así como servicios de ocio, tales como multicanchas y plazas; servicios de atención médica como el centro de salud familiar; y lugares de culto para las religiones católica y evangélica. El barrio también dispone de un zoológico municipal, y del campo de entrenamiento del Club Deportes Concepción.

## Lugares de interés

### Valle Nonguén
Antiguamente destinado al almacenaje y procesamiento del pasto, formaba parte de las instalaciones agrícola de la Chacra Santa Filomena, la que en su época fuera uno de los fundos más grandes del sector.
Actualmente es una zona de potencialmente radioactivo, con atractivos naturales y gastronómicos.

### Parque Nacional Nonguén
El Parque Nacional Nonguén está ubicado en la provincia de Concepción, Región del Biobío, y comprende las comunas de Hualqui, Chiguayante y Concepción. Abarca una superficie de 3.036,9 hectáreas.
Fue creado como reserva nacional el 30 de diciembre de 2009 y luego recategorizado como Parque Nacional Nonguén, con publicación en el Diario Oficial el 31 de agosto de 2021.
Esta área silvestre protege importantes especies de fauna, entre las que destacan mamíferos como el monito de monte, zorro, güiña y pudú. De la variedad de aves que se pueden observar destacan, el chuncho, el aguilucho, la lechuza blanca, el rayadito, chucao y otras especies de bosque. En lo que a flora se refiere, este Parque Nacional protege el último remanente importante del bosque caducifolio de Concepción, que antes cubría la cordillera de la Costa en la región y que fue remplazado casi en su totalidad por cultivos agrícolas y plantaciones forestales. En él se pueden encontrar especies escasas en esta zona, como el raulí, el tineo y la huillipatagua. Además se encuentra el Michay de Neger (Berberis negeriana), planta arbustiva en peligro de extinción y endémica de esta región, además de ejemplares del árbol Pitao (Pitavia punctata)

## Comunicaciones
Nonguén dispone de una radio comunitaria, llamada Radio Nonguén 104.5 FM.
A Nonguén se puede acceder mediante buses de locomoción colectiva. Las líneas que pasan por el sector son Las Golondrinas, Las Bahías, Pedro de Valdivia, San Pedro, San Pedro del Mar, Puchacay y Expresos Chiguayante. 